# Пјетро Ферарис
Пјетро Ферарис (15. фебруар 1912 – 11. октобар 1991) био је италијански фудбалер који је играо на позицији нападача. Током своје каријере освојио је шест титула Серије А са Интером и Торином, као и Светско првенство у фудбалу 1938. са фудбалском репрезентацијом Италије, где је постигао најбржи гол Италије на Светском првенству у историји.
Ферарис је рођен у Верчелију, у Пијемонту. Био је познат и као „Ферарис II“, да би се разликовао од Марија Ферариса I.
Дебитовао је за клуб са Про Верчелијем (1929–32) 10. новембра 1929. године, у поразу од 3 : 1 у гостима против Тријестине, а свој први гол у Серији А постигао је 13. априла 1930. године, у победи од 6 : 0 код куће над Тријестином, још једном. Већи део каријере провео је играјући за Интер (1936–41), заједно са Ђузепеом Меацом, а касније за Торино (1941–48), поставши члан Гранде Торино тима који је водио Феручо Ново ; такође је играо за Наполи (1932–36) и Новару (1948–50), пре него што се пензионисао. Укупно је постигао 123 гола у 469 наступа у Серији А. Укупно је освојио шест титула Серије А: две са Интером, 1937–38. и 1939–40 ., и четири са Торином, 1942–43, 1945–46, 1946–47 . и 1947–48 .; такође је освојио две титуле Купа Италије : једну са Интером, 1938–39., и једну са Торином, 1942–43.
На међународном нивоу, Ферарис је одиграо 14 утакмица за Италију између 1935. и 1947. године, постигавши 3 гола. Дебитовао је за репрезентацију 17. фебруара 1935. године, у победи од 2:1 код куће над Француском, а касније је представљао Италију на Светском првенству у фудбалу 1938. године, када су Италијани освојили турнир. Постигао је свој први гол за Италију, и једини гол на турниру, у другом минуту наступи првог кола Светског првенства против Норвешке, 5. јуна, која је завршена победом од 2:1; заједно са голом Бруна Море против Швајцарске на Светском првенству у фудбалу 1962. године, ово је најбржи гол Италије икада на Светском првенству.